# Kniptjärnen (Rättviks socken, Dalarna)
Kniptjärnen är en sjö i Rättviks kommun i Dalarna och ingår i Dalälvens huvudavrinningsområde.